# Zedd
Zedd (справжнє ім'я — Заславський Антон Ігорович, нар. 2 вересня 1989, Саратов) — німецький ді-джей, продюсер російського походження. Один з найбільш високооплачуваних ді-джеїв планети. У 2014 опинився на сьомій сходинці рейтингу за версією журналу Forbes  ($21 млн).
Народився в Саратові у вересні 1989 року. Отримав класичну музичну освіту, займався фортепіано. Дитинство і юність провів у Кайзерслаутерні, Німеччині. 
У 2009 році Антон почав писати електронну музику, в 2011 році випустив сингл «Dovregubben», написаний ним в стилі електро-хаус. Композиція відразу злетіла на вершини музичних чартів.
Заславський — володар музичної премії «Греммі» (2014) «Національної академії мистецтва і науки звукозапису США» в номінації «Найкращий танцювальний запис» — за пісню «Clarity», виконану спільно з британською співачкою Foxes.